# Lenguas maxakalí
Las lenguas maxakalí (también mašakalí o mashakalí) son un grupo de lenguas indígenas de Brasil de las que actualmente sólo subsiste el idioma maxakalí, que cuenta con algo más de 850 hablantes. Actualmente se considera que forman una subfamilia de la macrofamilia Macro-Yê.

## Clasificación
Las lenguas Maxakalí inicialmente fueron consideradas una parte de las lenguas yê, y no fue hasta 1931 que Č. Loukotka apreció que constituían un grupo diferenciado del resto de lenguas yê aunque con una posible relación. Alfred Métraux y Curt Nimuendaju consideraron  a las lenguas maxkalí como lenguas cuasi-aisladas. Sin embargo, el trabajo de John Alden Mason sugiere que si bien las lenguas maxkalí no forman parte de la familia yê propiamente dicha, era posible rastrear un parentesco probable entre ambas subfamilias y otros grupos, por lo que propuso que esas dos familias y otras más conformaban la macrofamilia Macro-Yê. El trabajo comparativo posterior, en particular el de Aryon Dall’Igna Rodrigues confirma esa hipótesis y ofrece cierta evidencia en favor de la hipótesis.

### Lenguas de la familia
J. A. Mason propone que la familia estaría formada por las siguientes lenguas:
- Caposhó (Capoxó) (†)
- Cumanaxó (†)
- Maconí (†)
- Maxakalí
- Monoshó (Monoxó) (†)
- Panyame (†)

Siendo el único superviviente actual, el moderno idioma maxkalí. Las otras lenguas el pataxó, el malalí y el coropó; muestran similitudes las de la lista de Mason pero no tan estrechas. El pataxó más recientemente testimoniado usaba abundante vocabulario procedente de otras lenguas indígenas.
Campbell (1997) da la siguiente lista de lenguas maxakalíes:
1. Malalí (†)
2. Pataxó (o Patashó) (†)
3. Maxakalí (o Mashakalí, Mashacalí)
  - a) Caposho (o Caposhó) (†)
  - b) Cumanasho (o Cumanaxó) (†)
  - c) Macuni (o Moconí) (†)
  - d) Momaxo
  - e) Manocho (o Monoshó) (†)